# Зидовер-Флис
Зидовер-Флис (нем. Sydower Fließ) — община в Германии, в земле Бранденбург.
Входит в состав района Барним. Подчиняется управлению Бизенталь-Барним.  Население составляет 866 человек (на 31 декабря 2010 года). Занимает площадь 32,31 км².
Коммуна подразделяется на 2 сельских округа.
| Год  | Население |
| ---- | --------- |
| 2005 | 907       |
| 2010 | 884       |